# Chronische lyme
Chronische lyme is waarschijnlijk een aandoening die zou ontstaan na een eerder doorgemaakte lyme-infectie, die niet (voldoende) werd behandeld. De ziekte omvat een breed scala aan symptomen waarvoor geen wetenschappelijk bewijs bestaat dat deze verband houden met een Borrelia burgdorferi-infectie. Er is geen klinisch bewijs dat aantoont dat de ziekte van Lyme kan persisteren na een antibioticakuur.

## Verwarring over de term
De benaming "chronisch" was een benaming van het derde stadium van de ziekte van Lyme. De term duidde in eerste instantie eenvoudigweg aan dat de ziekte al lang zou kunnen bestaan, zonder enige verantwoordelijkheid aan een bepaald ziektemechanisme te geven. Het gebruik van de term varieerde, en werd soms ook ingezet wanneer er een langdurig klachtenbeeld was, zonder klinische bewijzen.
In de late jaren 90 besloot het IDSA (de Infectious Diseases Society of America) het gebruik van de term te ontmoedigen, wat leidde tot stigmatisatie van degenen (artsen en patiënten), die de term bleven gebruiken. De term post-lymesyndroom werd door het IDSA, en de eveneens Amerikaanse CDC (Centers for Disease Control) geïntroduceerd als alternatieve benaming voor patiënten die symptomen bleven ervaren na behandeling, zonder objectiveerbare bevindingen. Aangezien er geen testen zijn die aan kunnen tonen dat de ziekte van Lyme voorbij is (door bv de bacteriële uitroeiing aan te tonen), of een test die het bestaan van post-lymesyndroom bevestigd, wordt ook aan deze terminologie getwijfeld.
Internationaal is er (anno 2020) geen overeenstemming over het gebruik van de diverse benamingen.